# Villő
A Villő magyar eredetű női név, újabb keletű magyar névalkotás, Kodály Zoltán 1925-ben szerzett gyermekkórusának címe nyomán. A villő szó a villőzés (régi magyar téltemető szokás) során énekelt versekben fordul elő. Valószínűleg a latin villus szóból ered, aminek a jelentése ’lomb’ – mivel a lányok villőzéskor fűzágakkal járták a falut –, és összefügghet a szlovák víla szóval is, amelynek jelentése ’tündér’.

## Gyakorisága
Az 1990-es években szórványos név, a 2000-es években nem szerepel a 100 leggyakoribb női név között.

## Névnapok
- május 31.[2]
- június 12.[2]

## Híres Villők
- Csiszár Villő matematikus
- Kormos Villő műugró
- Steiner Villő képzőművész
- Pertics Villő színész
- Czeizer Dóra Villő énekes, zeneszerző, zenész
- Petrovics Villő életművész